# النسوية ما بعد الحداثة
النسوية ما بعد الحداثة هي مزيج من ما بعد البنيوية، وما بعد الحداثة، والحركة النسوية الفرنسية. إن هدف النسوية ما بعد الحداثة هو زعزعة استقرار المعايير الأبوية الراسخة في المجتمع، والتي أدت إلى عدم المساواة بين الجنسين. يسعى نسويو ونسويات ما بعد الحداثة إلى بلوغ هذا الهدف، من خلال رفض الجوهرية والفلسفة والحقائق العالمية، لصالح تبني الاختلافات الموجودة بين النساء، لإثبات أن ليس كل النساء متساويات. رفض نسويو ونسويات ما بعد الحداثة هذه الإيديولوجيات، لأنهم يعتقدون أنها ستُقلل من شأن التجربة الفردية، إذا ما طُبقت حقيقة عالمية على جميع نساء المجتمع، وبالتالي فإنهم يحذرون النساء، ليكنّ مدركات للأفكار التي تبرز كمعيار في المجتمع، لأنها قد تكون ناجمة عن مفاهيم ذكورية، عن كيفية تصوير المرأة.
يسعى نسويو ونسويات ما بعد الحداثة، إلى تحليل أي مفاهيم أدت إلى عدم المساواة بين الجنسين في المجتمع. ويحلل النسويون في مرحلة ما بعد الحداثة هذه المفاهيم، ويحاولون تعزيز المساواة بين الجنسين، من خلال انتقاد اللوغاريتمية (مركزية اللغة)، ودعم الخطابات المتعددة، وتفكيك النصوص، والسعي إلى تعزيز الاعتبارات الذاتية. إن نسويي ما بعد الحداثة معتمدون للفت الانتباه، إلى الانقسامات في المجتمع، وإظهار كيفية تأثير اللغة على الاختلاف في معالجة الأنواع الاجتماعية.
إن تضمين نظرية ما بعد الحداثة في النظرية النسوية، غير مقبول بسهولة من قبل جميع النسويين والنسويات، يعتقد البعض أن فكر ما بعد الحداثة يقوذض الحملات التي تحاول النظرية النسوية إنشاءها، بينما يؤيد النسويون الأخرون، التوحيد فيما بينهما. ودائما ما كانت العلاقة متوترة ما بين النسوية وما بعد الحداثة، لهذا السبب.

## المنشأ والنظرية

### بتلر
ربما يكون الابتعاد الكبير لحركة النسوية ما بعد الحداثة عن الفروع الأخرى للحركة النسوية هو الحجة القائلة بأن الجنس، أو النوع الاجتماعي على الأقل، يُبنى بنفسه من خلال اللغة، وهي وجهة نظر ظهرت بشكل ملحوظ في كتاب جوديث بتلر لعام 1990 «إشكالية الجندر». تعتمد بتلر على أعمال سيمون دي بوفوار وميشيل فوكو وجاك لاكان، وتنتقد هذه الأعمال، وكذلك على حجة لوس إيريغاراي القائلة بأن ما نعتبره بشكل تقليدي «أنثويًا»، ليس سوى انعكاس لما رُتّب على أنه ذكوري.
تنتقد بتلر التمييز الوارد في الحركات النسوية السابقة بين الجنس (البيولوجي)، والنوع الاجتماعي (المركب اجتماعيا). تتساءل لماذا نعتبر أن الأشياء المادية (مثل الجسد) لا تخضع لعمليات التركيب الاجتماعي. تجادل بتلر بأن هذا لا يسمح بتوجيه نقد كافٍ للجوهرية: رغم الإدراك بأن النوع الاجتماعي هو مركب اجتماعي، افترض النسويون أنه يُركب دائمًا بنفس الطريقة. تعني حجتها أن تبعية المرأة ليس لها سبب واحد أو حل واحد، وبالتالي فإن النسوية ما بعد الحداثة تُنتقد لعدم تقديمها مسارا واضحًا للعمل. ترفض بتلر نفسها مصطلح «ما بعد الحداثة» باعتباره غامضا للغاية، لدرجة لا يكون ذا معنى.
تجادل بولا مويا أن بتلر تستمد رفضها لما بعد الحداثة، من قراءة مغلوطة لأعمال شيري موراغا. «تقرأ كلام موراغا أن [الخطر يكمن في تصنيف الاضطهاد] لتقصد أنه ليس لدينا أي وسيلة للحكم بين أنواع مختلفة من الاضطهاد، وأن أي محاولة للربط عرضيا أو بتسلسل هرمي لمختلف أنواع الاضطهاد التي يعاني منها الناس، تشكل لفتة إمبريالية أو استعمارية أو إجمالية، تجعل هذا الجهد غير صالح ... وعلى الرغم من أن بتلر بدت في البداية أنها فهمت انتقادات النساء اللاتي مُنعن تاريخياً من شغل المركز لمسألة النسوية، فقد أصبح من الواضح أن أصواتهن كانت مجرد ذريعة لها» (مويا، 790)، تزعم مويا أن ذلك بسبب شعور بتلر بأن أنواع الظلم لا يمكن أن تُصنف بإيجاز، أو أنه لا يمكن تصنيفها على الإطلاق، وتسلك طريقا مختصرا من خلال طرح فكرة أنها ليست فقط مسألة ما بعد الحداثة، ولكنها مسألة النساء بشكل عام.

### فرَغ
اقترحت ماري جو فرَغ أن أحد «مبادئ» ما بعد الحداثة هو أن التجربة البشرية تقع «حتما ضمن اللغة». لا تُمارس القوة فقط من خلال الإكراه المباشر، ولكن أيضًا من خلال الطريقة التي تشكل وتقيد بها اللغة واقعنا. وصرحت أنه نظرًا لأن اللغة مفتوحة دائمًا لإعادة التفسير، يمكن أيضًا استخدامها لمقاومة هذا التشكيل والتقييد، وهو موقع مفيد محتمل للنضال السياسي.
مبدأ فرَغ الثاني لما بعد الحداثة، هو أن الجنس ليس شيئًا طبيعيًا، وليس شيئًا محددًا وقابلًا للتعريف كليًا. وإن الجنس بدلا من ذلك، هو جزء من منظومة المعنى، التي تنتجها اللغة. تجادل فرَغ بأن «الآليات الثقافية... ترمّز جسد المرأة بمعانٍ» وأن هذه الآليات الثقافية تواصل شرح هذه المعاني «بالإشارة إلى الاختلافات [الطبيعية] بين الجنسين، وهي اختلافات تساعد القواعد نفسها في إنتاجها»

### النسوية الفرنسية
النسوية الفرنسية كما هي معروفة اليوم، هي ابتكار أنغلو أمريكي، صاغته أليس غاردين لتكون قسمًا في حركة أكبر لما بعد الحداثة، في فرنسا خلال الثمانينيات. وشمل ذلك التنظير حول فشل المشروع الحداثي، إلى جانب غيابه. وعنى ذلك بصورة أكثر تحديداً بالنسبة للحركة النسوية، العودة إلى النقاش حول التشابه والاختلاف.
عُرّف المصطلح من ناحية أخرى من قبل توريل موا، وهي أكاديمية تركز على النظرية النسوية، في كتابها «السياسة النصية/ الجنسية». عرفت النسوية الفرنسية في هذا الكتاب، لتشمل فقط عددًا قليلًا من المؤلفين مثل هيلين سايزوس ولوسي إيريغاراي وجوليا كريستيفا، مع وضع التمييز بين النسوية الفرنسية والنسوية الأنغلو أمريكية.
وتقول أن الفرق بين الاثنتين، هو أن النسويين الأنغلو أمريكيين يرغبون في العثور على «منظور يركز على المرأة» وهوية للمرأة، لأنهم لم يعطوا الفرصة للحصول على واحدة في الماضي. يعتقد النسويون الفرنسيون أنه لا توجد هوية للمرأة، ولكن «يمكن تحديد المؤنث أينما وُجد غيرية واختلاف». لاحظت إيلين ماركس، وهي أكاديمية في مجال دراسات المرأة، اختلافًا آخر بين النسويين الفرنسيين والنسويين الأمريكيين. انتقد وهاجم النسويون الفرنسيون، وخاصة النسويون الراديكاليون، الأنظمة التي تفيد الرجال، وكراهية النساء على نطاق واسع، أكثر مما فعل نظرائهم الأمريكيون.
ومن خلال اختراع الأكاديميين الأمريكيين لمفهومهم الخاص عن النسوية الفرنسية، عزلت وتجاهلت النساء المهمشات اللاتي يعرفن عن أنفسهن كنسويات، بينما كان التركيز على النساء اللاتي نظّرن فيما يتعلق بالتحليل النفسي والسياسة، وغيرهن من الأكاديميات والأكاديميين ممن لم يُعَرَّفوا دائما كأنصار للحركة النسوية.
انتهى هذا الانقسام إلى إيلاء أهمية أكبر لنظريات النسويين الفرنسيين، أكثر من الأجندة السياسية والأهداف، التي كانت في ذلك الوقت لدى جماعات مثل النسويين الراديكاليين، وحركة تحرر المرأة.